# مصارف مجمعة

طريقة تصريف المياه بالصور

يدور هذا المقال حول نظام الصرف الصحي المٌصمَّم لنقل مياه الصرف الصحي ومياه الأمطار. للحصول على معلوماتٍ أكثر حول نظام الصرف الصحي الأكثر تطورًا لنقل النِّفايات، راجِع مقال الصرف الصحي. للاطِّلاع على نظام تصريف المياه في الشَّوارع، راجع مقال تصريف مياه الأمطار.
المصارِف المُجَمَّعة هي نظام تصريف ثنائي لجمع مياه الصَّرف الصِّحي (المجاري) ومياه الأمطار من الأنابيب والأنفاق المُصمَّمَة لها في وقتٍ واحد. لم يَعُد يُستخدم هذا النَّوع من أنظمة التَّصريف الجاذبيَّة عند إنشاء أنظمة تصريف جديدة في جميع أنحاء العالم تقريبًا، لذلك تستثني تصميات أنظمة التَّصريف الحديثة الجريان السَّطحي لمياه الأمطار من أنظمة الصرف الصحي، لكن العديد من المدن والبلدات القديمة تواصل تشغيل أنظمة الصرف الصحي الثُّنائي التي أُنشئت سابقًا.
يمكن أن تُسبِّب أنظمة الصرف الصحي الثُّنائي مشاكلَ خطيرةً في تلوث المياه أثناء الأوقات المُتعلقة بتدفق مياه المجاري المُجَمَّعَة، وذلك عندما تتجاوز تدفقات مياه المجاري والجريان السَّطحي لمياه الأمطار قدرة محطة معالجة مياه الصرف الصحي، أو الحد الأقصى لمعدَّل تدفق النِّظام الذي ينقل المجاري المجمَّعة (بالإنجليزية: combined sewer overflow). فإنه في الحالات التي يحدث فيها جريان سطحي مرتفع بشكلٍ استثنائي (مثل العواصف المُمطِرة الكبيرة)، قد يتسبَّب الحِمل على الفروع الفردية (وصلات المنازل) لنظام الصرف الصحي برجوع المياه إلى نقطة حيث تتدفق مياه الصرف الصحي من مصادر الإدخال مثل المراحيض، ما يؤدّي إلى غمر المباني المأهولة بالسُّكان بمزيج جريانٍ من مياه الصرف الصحي السَّامة، وتتحمل أعباءً ماليةً ضخمةً للتَّنظيف والإصلاح.
عندما تواجه أنظمة الصرف الصحي الثنائي هذه الحالة أعلاه، تُصرِّف أنظمة الطَّوارئ المياه التي تحتوي على نفايات بشرية وصناعية إلى الأنهار أو المجاري المائية أوغيرها من المسطَّحات المائيَّة. ويُسبِّب هذا عواقبَ سلبيَّةٍ على البيئة ونمط الحياة، بما في ذلك عمليات إغلاق الشواطئ والمحار المُلوَّث غير الآمن للاستهلاك وتلوث مياه الشُّرب، ما يجعلها غير آمنة مؤقتًا للشرب وتتطلب الغليان قبل الاستخدامات كما في حالات الاستحمام وغسيل الأطباق.

## الخلفية
أظهرت الاكتشافات الأثريَّة الحديثة أنَّ بعض أقدم أنظمة الصرف الصحي قد طوِّرت قبل 2500 عام قبل الميلاد في مدينة هارابا القديمة. حُفرت خطوط التصريف البدائية في الأرض بجانب المباني. يُظهر هذا الاكتشاف الفهم النَّظري للتَّخلص من النِّفايات من قِبل الحضارات القديمة.
صُممت خطوط تصريف المياه العادمة لحمل الجريان السَّطحي في الشَّوارع بعيدًا عن المناطق المأهولة بالسُّكان إلى الأنهار والبحار دون معالجة. قبل القرن التَّاسع عشر، كان من الشائع تفريغ أوعية النفايات البشريَّة، من ذلك الأوعية التي كان يستخدمها الإنسان قديمًا في غرف النوم كالمراحيض المتنقلة (بالإنجليزية: chamberpots) إلى شوارع المدينة وقتل الحيوانات في الشَّوارع المفتوحة المُتَّسِخة. فإنَّ استخدام حيوانات مثل الخيول وقطيع الماشية في شوارع المدينة يعني أنَّ معظمها احتوى على كميات كبيرة من فضلات هذه الحيوانات. كانت أنظمة الرَّصف ما قبل الطُّرق المرصوفة بالحصى (بالإنجليزية: Macadam) معظمها مسامية بحيث يمكن للأمطارأن تتساقط من دون حدوث جريان سطحي، وتُحفَظ مياه الأمطار غالبًا في الخزانات الموجودة على أسطح المباني.
كانت خطوط تصريف المجاري المفتوحة التي تتكون من القنوات والوِديان الحضريَّة شائعةً في جميع أنحاء العالم قبل القرن العشرين. بذلت غالبية الدُّول المتقدِّمة جهودًا كبيرة في أواخر القرن التاسع عشر وأوائل القرن العشرين لتغطية القنوات المفتوحة سابقًا وتحويلها لأنظمة مغلقة باستخدام الحديد الصُّلب أوالمعدن أوالأنابيب الخرسانيَّة والأقواس الخرسانيَّة أو الحجارة، في الوقت الذي تزايد فيه رصف الشَّوارع وممرَّات المشاة بأنظمة رصف غير مُنفِّذة، في القرن التَّاسع عشر وأوائل ومنتصف القرن العشرين استُخدم نظام الأنابيب الفرديَّة التي تجمع مياه الصرف الصحي ومياه الجريان السَّطحي من الشَّوارع وأسطح المنازل (المياه النظيفة نسبيًا التي لم تحفظ في صهاريج وبراميل كبيرة للشرب والغسيل).
يُشار لهذا النَّوع من أنظمة التَّجميع كنظام صرف صحي مشترك، كان الأساس المنطقي للجمع بين الاثنين هو أنَّه سيكون من الأرخص بناء نظام واحد فقط. في ذلك الوقت لم يكن لمعظم المدن محطَّات لمعالجة مياه الصرف الصحي، لذلك لم تكن هناك أهميَّة كبيرة في إنشاء نظام منفصل لتصريف «المياه العادمة السَّطحية» (كما يُطلَق عليه في المملكة المتَّحدة) أو نظام «تصريف مياه الأمطار» (كما يُطلَق عليه في الولايات المتَّحدة). علاوة على ذلك، كان الجريان السَّطحي قبل ظهور المركبات من المحتمل أن يكون ملوَّثًا بدرجة كبيرة بفضلات الحيوانات، بينما حتّى منتصف القرن التَّاسع عشر ساهم الاستخدام المتكرر لخطوط التَّصريف المفتوحة في المزيد من النِّفايات، وغيَّر استبدال الخيول بالمركبات وتعبيد شوارع المدينة والأسطح وبناء المسالخ البلديَّة وتوفير خطوط المياه الرئيسة في القرن العشرين طبيعة الجريان السَّطحي في المدن ليكون بداية أكثر نظافة، وتشمل المياه التي هُدرت سابقًا وتحفظ مياه الأمطار على الأسطح على نطاق واسع.
كانت قدرة أنظمة الصرف الصحي الثُّنائي عند إنشائها ثلاثة أضعاف إلى 160 ضعف معدل تدفق المياه العادمة في الطَّقس الجاف. عمومًا، من غير المنطقي معالجة حجم المزيج المتدَفِق من المياه العادمة ومياه الأمطار في نظام الصَّرف الثُّنائي أثناء أوقات الذَّروة للجريان السَّطحي الناتج عن ذوبان الثُّلوج وهطول الأمطار. عندما أنشأت المدن محطَّات معالجة مياه الصرف الصحي، كانت هذه المحطَّات فقط لمعالجة المياه العادمة المتدفقة خلال الطَّقس الجاف. أُنشئت أنظمة الطَّوارئ في نظام التَّجميع لتجنب اختلاط المياه العادمة غير المعالجة مع الجريان السَّطحي لمياه الأمطار ولحماية محطَّات تنقية المياه العادمة من التَّلف في حال وصول التدفق للحد الأقصى.

## الفائض من مياه المجاري المجمَّعة (بالإنجليزية: combined sewer overflow)
تُبنى أنظمة الطَّوارئ التي تسمى منظمات مياه الأمطار (باللُّغة الإنجليزية الأمريكيَّة) أو منظمة تدفق مياه المجاري المجمَّعة (بالُّلغة الإنجليزية البريطانيَّة) في أنظمة الصرف الصحي الثُّنائي؛ لتحويل التَّدفق الفائض عن قيمة الذَّروة وقيمة التَّدفق التَّصميمي المستخدم في محطات المعالجة؛ لذلك يجري إنشاؤها مع أقسام تحكم لإيجاد علاقة المنسوب بالتَّصريف أو تفاوت الضَّغط التي يمكن التَّنبؤ بها أو معايرتها لتحويل التَّدفق الفائض عن طاقة محطة معالجة مياه الصرف الصحي. قد تُستخدم القفزة الهيدروليَّة (بالإنجليزية: hydraulic jump) كجهاز تنظيم يسمح لمعدَّلات تدفق مياه الصرف الصحي المعتادة في الطَّقس الجاف بالصَّب في الصرف الصحي المعترض (بالإنجليزية: interceptor sewer) إلى محطة معالجة مياه الصرف الصحي، ولكن يتسبَّب جزءٌ كبيرٌ من معدَّلاتِ التَّدفق المرتفعة في القفز فوق المعترض؛ لتحويل مخرج التَّصريف. بدلًا من ذلك، قد يكون حجم فتحة خط التَّصريف مناسبًا لقبول القدرة التَّصميمية لمحطة معالجة مياه الصرف الصحي مما يَتسبَّب في تراكم التَّدفق الزَّائد فوق حجم الفتحة إلى أن تتجاوز حد التَّدفق الفائض، وذلك بتحويل مخرج التَّصريف.
قد تكون إحصاءات منظمات الفائض من مياه المجاري المجمَّعة مربِكةً؛ لأنَّها قد تصف عدد الأوقات التي يحدث فيها أو عدد مواقع أنظمة الطَّوارئ اللَّازمة في هذه الأوقات. عندما يتجاوز تدفق مياه المجاري المجمَّعة (كما يُطلَق عليه باللُّغة الإنجليزية الأمريكيَّة) قدرة محطة معالجة مياه الصرف الصحي يحوِّل قسم التَّحكم في المحطة بتحويل الفائض إلى نهرٍ أو مجرى أو بحيرةٍ أو محيطٍ، وذلك بتحويل مخرج التَّصريف ولكن بدون علاج. يختلف تكرار الفائض ومدَّته من نظام إلى آخر، ومن مصب إلى مصب داخل نظام الصرف الصحي الثنائي الواحد. تفوق بعض مياه المجاري المجمَّعة قدرة محطة المعالجة بشكلٍ غير متكرر، بينما البعض الآخر يفوق قدرتها في وقت هطول الأمطار. تساهم مكونات مياه الأمطار بتلويث مياه المجاري المجمَّعة.